# Barbados ved OL
Barbados deltog første gang i olympiske lege under sommer-OL 1968 i Mexico by og har siden deltaget i samtlige sommerlege undtaget 1980 i Moskva, som nationen boykottede. En deltager fra Barbados var med på Vestindiske føderations hold under sommer-OL 1960 i Rom. Nationen har aldrig deltaget i olympiske vinterlege.

## Medaljeoversigt
| Barbados' medaljer under de olympiske sommerlege | Barbados' medaljer under de olympiske sommerlege | Barbados' medaljer under de olympiske sommerlege | Barbados' medaljer under de olympiske sommerlege | Barbados' medaljer under de olympiske sommerlege | Barbados' medaljer under de olympiske sommerlege |
| ------------------------------------------------ | ------------------------------------------------ | ------------------------------------------------ | ------------------------------------------------ | ------------------------------------------------ | ------------------------------------------------ |
| Lege                                             | Guld                                             | Sølv                                             | Bronze                                           | Totalt                                           | Rang                                             |
| 1960 Roma                                        | som en del af Vestindiske Føderation             | som en del af Vestindiske Føderation             | som en del af Vestindiske Føderation             | som en del af Vestindiske Føderation             | som en del af Vestindiske Føderation             |
| 1964 Tokyo                                       | Deltog ikke                                      | Deltog ikke                                      | Deltog ikke                                      | Deltog ikke                                      | Deltog ikke                                      |
| 1968 Mexico by                                   | 0                                                | 0                                                | 0                                                | 0                                                | –                                                |
| 1972 München                                     | 0                                                | 0                                                | 0                                                | 0                                                | –                                                |
| 1976 Montréal                                    | 0                                                | 0                                                | 0                                                | 0                                                | –                                                |
| 1980 Moskva                                      | Deltog ikke                                      | Deltog ikke                                      | Deltog ikke                                      | Deltog ikke                                      | Deltog ikke                                      |
| 1984 Los Angeles                                 | 0                                                | 0                                                | 0                                                | 0                                                | –                                                |
| 1988 Seoul                                       | 0                                                | 0                                                | 0                                                | 0                                                | –                                                |
| 1992 Barcelona                                   | 0                                                | 0                                                | 0                                                | 0                                                | –                                                |
| 1996 Atlanta                                     | 0                                                | 0                                                | 0                                                | 0                                                | –                                                |
| 2000 Sydney                                      | 0                                                | 0                                                | 1                                                | 1                                                | 71                                               |
| 2004 Athen                                       | 0                                                | 0                                                | 0                                                | 0                                                | –                                                |
| 2008 Beijing                                     | 0                                                | 0                                                | 0                                                | 0                                                | –                                                |
| 2012 London                                      | 0                                                | 0                                                | 0                                                | 0                                                | –                                                |
| 2016 Rio de Janeiro                              | 0                                                | 0                                                | 0                                                | 0                                                | –                                                |
| 2020 Tokyo                                       |                                                  |                                                  |                                                  |                                                  | –                                                |
| Totalt                                           | 0                                                | 0                                                | 1                                                | 1                                                |                                                  |